# Quartinia thebaica
Quartinia thebaica är en stekelart som beskrevs av François du Buysson 1902. Quartinia thebaica ingår i släktet Quartinia och familjen Masaridae. Inga underarter finns listade i Catalogue of Life.